# Námořní kriminální vyšetřovací služba

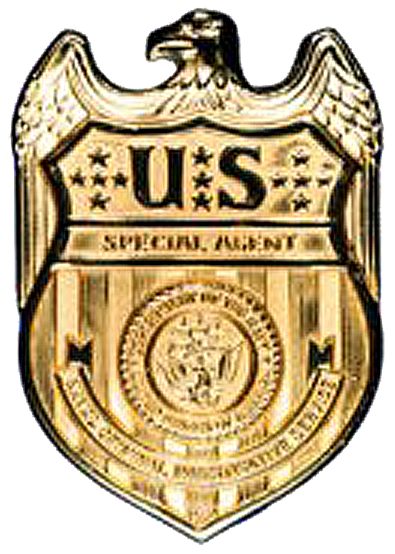
Odznak zvláštních agentů NCIS

Námořní kriminální vyšetřovací služba (anglicky: Naval Criminal Investigative Service, zkráceně NCIS) je federální vyšetřovací agentura ve Spojených státech spadající pod americké námořnictvo a zaobírající se vyšetřováním zločinů spáchaných v námořnictvu a námořní pěchotě Spojených států amerických. NCIS má za úkol: vyšetřovat zločiny spáchané příslušníky námořnictva a námořní pěchoty Spojených států, ochraňovat námořnictvo před terorismem, bojovat s terorismem, bojovat proti počítačové kriminalitě v námořnictvu či namířené proti námořnictvu a kontrašpionáž. Hlavní priority pro Námořní vyšetřovací službu jsou potlačit kriminalitu v námořnictvu, ochraňovat námořní tajemství a chránit námořnictvo před terorismem. K tomuto poslání je její centrála ve Washingtonu D.C. vybavena Vícenásobným výstražným komunikačním centrem, v originálu Multiple Threat Alert Center neboli MTAC.
Předchůdkyní NCIS byla NIS (Naval Investigative Service) doslova Námořní vyšetřovací služba, ze které se stala NCIS v roce 1992 po změně názvu, který provedlo námořnictvo. (Armádním protějškem NCIS jsou Armádní CID a Defense Criminal Investigative Service.
Nejvíce je NCIS proslavena americkým seriálem Námořní vyšetřovací služba, který je vysílán od roku 2003 a volně navazuje na seriál JAG.